# King Edward Cove
Die King Edward Cove ist eine geschützte Bucht an der Nordküste Südgeorgiens. Sie liegt unmittelbar südwestlich des Mount Duse an der Westseite der Cumberland East Bay. Der Ort Grytviken liegt am Kopfende und der Hauptort King Edward Point am Eingang.
Diese Bucht wurde bereits von den ersten Robbenjägern in Südgeorgien angelaufen. Eine Kartierung erfolge bei der Schwedischen Antarktisexpedition (1901–1903) unter der Leitung Otto Nordenskjölds. Benannt ist die Bucht nach dem britischen Monarchen Edward VII. (1841–1910).